# Кружевницы
Кружевни́цы (лат. Tingidae) — семейство полужесткокрылых из подотряда клопов. 

## Описание
Клопы мелких размеров, в длину не превышающие пяти миллиметров. Тело овальной или продолговатой формы, часто уплощённое. У многих видов прозрачные, с тёмными жилками надкрылья имеют рисунок, напоминающий кружево, чем и объясняется название этого семейства.

## Развитие
Зиму проводят большей частью во взрослой стадии, реже часть популяции перезимовывает и в личиночной стадии; Stephanitis oberti зимует в фазе яйца.

## Экология
Клопы растительноядные, живут на листьях деревьев, кустарников и трав, а также на мхах. Могут собираться в большие скопления. Большинство кружевниц имеют узкую пищевую специализацию.

## Палеонтология
Древнейшие достоверные находки представителей семейства были сделаны в раннем мелу Забайкалья, хотя предполагаемые его представители обнаружены также в верхнем (позднем) триасе. Всего описано 53 ископаемых вида кружевниц.